# オレクシーイウカ (オブーヒウ地区)
オレクシーイウカ（ウクライナ語：Олексі́ївка ；意訳：「オレクシーイの村」）は、ウクライナのキーウ州オブーヒウ地区にある村。1908年に創建された。面積は約0.5km²（2005年）。人口は130人（2005年）。
2020年7月まではボフスラーウ地区に属していたが、ウクライナ最高議会による地方自治体の行政区画改革によってボフスラーウ地区が廃止されたことに伴い、オレクシーイウカはオブーヒウ地区へ編入された。